# Croixrault
Croixrault (picardisch: Cloreu) ist eine nordfranzösische Gemeinde mit 457 Einwohnern (Stand 1. Januar 2022) im Département Somme in der Region Hauts-de-France. Die Gemeinde liegt im Arrondissement Amiens, ist Teil der Communauté de communes Somme Sud-Ouest und gehört zum Kanton Poix-de-Picardie.

## Geographie
Die Gemeinde liegt rund 29 Kilometer südwestlich von Amiens und zwei Kilometer nördlich von Poix-de-Picardie. Sie erstreckt sich im Norden bis an die Autoroute A29, die hier eine Anschlussstelle besitzt. In Croixrault steht eine geschützte Buche (La canne du bois).

## Einwohner
| 1962 | 1968 | 1975 | 1982 | 1990 | 1999 | 2006 | 2011 |
| ---- | ---- | ---- | ---- | ---- | ---- | ---- | ---- |
| 324  | 372  | 351  | 365  | 356  | 355  | 407  | 441  |

## Persönlichkeiten
- Henri-Marie Guilluy OSB (1911–2008) gründete 1966 in Croixrault ein Kloster für Behinderte, aus dem durch weitere Gründungen eine eigene Kongregation entstand, deren Generalat in Croixrault beheimatet ist.